# Alexandre Varaut
Alexandre Varaut (ur. 18 stycznia 1966 w Neuilly-sur-Seine) – francuski polityk i prawnik, eurodeputowany V i X kadencji.

## Życiorys
Z wykształcenia prawnik, z zawodu adwokat. Reprezentował m.in. Philippe'a de Villiersa.
W wyborach w 1999 kandydował bez powodzenia do Parlamentu Europejskiego z ramienia Rassemblement pour la France et l'Indépendance de l'Europe, komitetu łączącego eurosceptycznych działaczy partii gaullistowskiej oraz Ruch dla Francji. Mandat europosła objął pod koniec tego samego roku po rezygnacji lidera MPF. W PE był członkiem grupy Unii na rzecz Europy Narodów, a od 2001 deputowanym niezrzeszonym. Pracował m.in. w Komisji Prawnej i Rynku Wewnętrznego. Urzędowanie zakończył w 2004.
Zaangażowany w działalność Ruchu dla Francji, objął funkcję wiceprzewodniczącego tego ugrupowania i przewodniczącego paryskich struktur partii. W 2007 bez powodzenia kandydował w wyborach krajowych. W 2013 wszedł w skład władz krajowych UMP. Później związał się ze Zjednoczeniem Narodowym; z jego ramienia w 2024 został wybrany do Europarlamentu X kadencji.